# Ярмарка тщеславия (телесериал, 2018)
«Ярмарка тщеславия» (англ. Vanity Fair) — британский телесериал производства телеканала ITV и студии Amazon Studios, основанный на одноимённом романе Уильяма Теккерея 1848 года.

## Сюжет
Юная Бекки Шарп, не имея связей или богатых родственников, локтями проталкивает себе путь в высшее общество. Она не стесняется лгать и плести интриги, добиваясь своих целей. Дочь богатого торговца Эмилия Седли собирается замуж за офицера Джорджа Осборна, которого она знает с самого детства, но по наивности своей не замечает его равнодушия и дурных привычек.

## Актёрский состав
- Оливия Кук — Ребекка «Бекки» Шарп, гувернантка и социальная карьеристка
- Клаудия Джесси — Эмилия Седли, дочь торговца Джона Седли
- Том Бейтман — капитан Родон Кроули, младший сын сэра Пита Кроули
- Джонни Флинн — капитан Уильям Доббин, друг Джорджа Осборна, влюблённый в Эмилию Седли
- Чарли Роу — Джордж Осборн, сын торговца Джона Осборна, жених Эмилии Седли
- Саймон Расселл Бил — Джон Седли, лондонский торговец, отец Эмилии и Джоза.
- Энтони Хэд — маркиз Стейн, влиятельный дворянин
- Мартин Клунз — сэр Питт Кроули, баронет, крупный помещик в Гэмпшире, отец Родона и Бьюта Кроули
- Фрэнсис де ла Тур — леди Матильда Кроули, богатая сестра сэра Питта
- Роберт Пью — Джон Осборн, торговец, отец Джорджа и Джейн Осборн
- Сюранна Джонс — мисс Пинкертон, директриса школы-пансиона, в которой учились Эмилия и Ребекка
- Дэвид Финн — Джоз Седли, сын Джона Седли
- Клэр Скиннер — Луиза Седли, мать Эмилии и Джоза, супруга Джона Седли
- Мэтью Бейнтон — Бьют Кроули, старший сын сэра Пита Кроули
- Моника Долан — Пегги О'Дауд, супруга майора О'Дауда, командира гарнизона, в котором служат Осборн и Доббин
- Элли Кендрик — Джейн Осборн, старшая сестра Джорджа Осборна
- Майкл Пейлин — рассказчик

## Производство
Съёмки «Ярмарки тщеславия» проходили на натурных локациях в Лондоне и Кенте в Великобритании. Особняк Сайон-хаус на севере британской столицы послужил декорацией для парка развлечений Воксхолл-Гарденз, находившегося в центре Лондона до середины XIX века. Брюссель и поле Ватерлоо снимались в парке поместья Мэйплдарэм, а сцены в Брюссельской опере — в театре Hackney Empire и в поместье Ланкастер, принадлежащем Министерству иностранных дел Великобритании.
Помимо этого натурные съемки проходили в Венгрии. Фасады и парк королевского дворца Гёдёллё послужили улицами Брюсселя. Немецкий курортный город Памперникел, в котором происходит финальная часть сериала, снимался в городском парке Варошлигет, включая замок Вайда Хуняд и термальный комплекс Сечени, в Будапеште.

## Список серий
| № | Название                                          | Режиссёр      | Автор сценария | Дата премьеры    | Зрители UK (млн) |
| --- | ------------------------------------------------- | ------------- | -------------- | ---------------- | ---------------- |
| 1 | «Мисс Шарп в окружении недругов»                  | Джеймс Стронг | Гвинет Хьюз    | 2 сентября 2018  | 5.45             |
| Ребекка Шарп, воспитанная в пансионе мисс Пинкертон из жалости, перед тем, как уехать работать гувернанткой, проводит неделю в Лондоне, в гостях у подруги Амелии Седли. Однако учительство не входит в планы Бекки — первую попытку поднять свой социальный статус и материальное положение она предпринимает, пытаясь очаровать Джоса Седли, старшего брата подруги. Её замыслы терпят неудачу, когда жених Амелии Джордж Осборн говорит Джосу, что не сможет жениться на его сестре, если тот сделает предложение авантюристке с сомнительным происхождением.                                         |                                                   |               |                |                  |                  |
| 2 | «Мисс Шарп заводит друзей»                        | Джеймс Стронг | Гвинет Хьюз    | 3 сентября 2018  | 4.90             |
| Бекки работает гувернанткой в семье сэра Питта Кроули, но очень скоро он повышает её до секретаря. Когда в гости к семье Кроули приезжает богатая родственница Матильда в сопровождении младшего сына сэра Питта, Ребекка задается целью произвести на неё впечатление и вернуться в Лондон. Тем временем мечты Амелии Седли рассыпаются у неё на глазах: её отец разорён отцом Джорджа, свадьба на грани отмены. |                                                   |               |                |                  |                  |
| 3 | «Ссора из-за наследницы»                          | Джеймс Стронг | Гвинет Хьюз    | 9 сентября 2018  | 4.22             |
| Ребекка продолжает «строить карьеру» в доме Матильды Кроули, пока в один день перед ней не появляется сэр Питт с известием о том, что его жена умерла и он хочет жениться на Бекки. Девушка открывает Матильде Кроули тайну в надежде на снисхождение: она вышла замуж за Родона Кроули. Мисс Кроули отрекается от племянника. Джоржд Осборн выполняет данное Амелии Седли обещание, несмотря на протесты обеих семей. |                                                   |               |                |                  |                  |
| 4 | «В которой Бекки присоединяется к своему полку»   | Джеймс Стронг | Гвинет Хьюз    | 16 сентября 2018 | 4.04             |
| Джордж отказывается извиняться перед отцом за своевольный поступок, из-за чего Осборн-старший лишает сына денежного довольствия. Джорджу начинает казаться, что Амелия обходится ему слишком дорого. В Брюсселе Бекки продолжает кампанию по своему продвижению в обществе. Даже Джордж Осборн начинает видеть в ней гораздо больше, чем хотелось бы его молодой супруге. |                                                   |               |                |                  |                  |
| 5 | «В которой проигрываются и выигрываются сражения» | Джеймс Стронг | Гвинет Хьюз    | 23 сентября 2018 | н/д              |
| Во время битвы при Ватерлоо Амелия не может найти себе места. Бекки в свою очередь находит возможность для заработка. Джордж Осборн погибает в сражении, оставляя беременную жену без средств к существованию. Ребекка и Родон снова пытают свое счастье у мисс Кроули, когда война окончена, а у них на руках новорожденный малыш. Уильям Доббин уезжает в Индию. |                                                   |               |                |                  |                  |
| 6 | «В которой дочь художника встречается с королём»  | Джеймс Стронг | Гвинет Хьюз    | 30 сентября 2018 | 2.30             |
| Ребекка пользуется покровительством лорда Стейна. Влиятельный дворянин вводит её к себе в дом и даже представляет ко двору. Однако его покровительство отнюдь не бескорыстно. Родон Кроули предупреждает жену, что её поведение на грани приличия. Терпению Родона приходит конец, когда Бекки развлекает Стейна в тот момент, когда Родон ожидает её помощи в долговой тюрьме. Амелия вынуждена принять предложения Джона Осборна о воспитании внука в его доме, чтобы у маленького Джорджи было больше возможностей в жизни.                                                                           |                                                   |               |                |                  |                  |
| 7 | «Конец и начало»                                  | Джеймс Стронг | Гвинет Хьюз    | 7 октября 2018   | н/д              |
| После разрыва с Родоном Бекки живёт в Европе в стеснённых обстоятельствах. Она снова встречает Амелию в небольшом немецком городе, где она остановилась во время путешествия с сыном и Уильямом Доббином, ведь после смерти Джона Осборна у неё вновь появились средства. Амелия ссорится с Доббином из-за Ребекки. Та, в свою очередь решив совершить единственный добрый поступок в жизни, открывает подруге глаза на правду о её погибшем супруге, память которого Амелия так любовно лелеяла все прошедшие годы, что едва не упустила своё счастье. А в жизни Ребекки вновь появляется Джос Седли... |                                                   |               |                |                  |                  |

## Отзывы и критика
Телесериал получил в основном положительные отзывы критиков как во время, так и по окончании показа. Сериал называли «не идеальной, ...но отдающей должное оригиналу и весьма насыщенной адаптацией». Например, обозреватель The Guardian отметил, что Кук отлично справилась со своей задачей, сделав зрителей своими сообщниками, а также определил исполнение Джонни Флинна, Мартина Клунза и Фрэнсис де ла Тур как «самое лучшее, что есть в этом сериале». Несмотря на хорошие отзывы, критики отмечали, что битву за рейтинги и зрителей «Ярмарка тщеславия» всё же проиграла «Телохранителю», выходившему в этом же временном слоте на телеканале BBC 1. Сами зрители были разочарованы чрезмерным и некачественным использованием компьютерных технологий.